# Bronisław Grosser

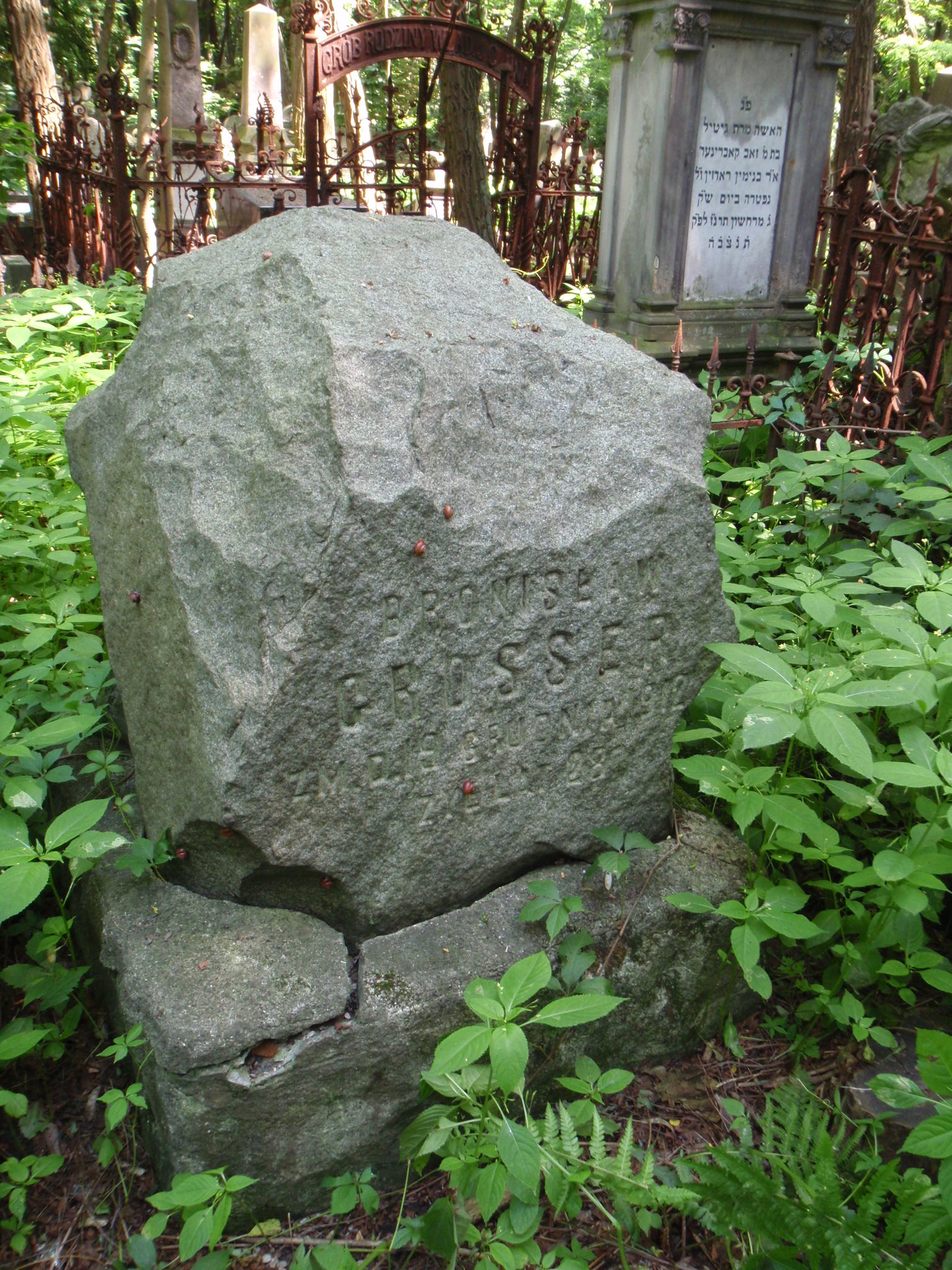
Grób Bronisława Grossera na cmentarzu żydowskim w Warszawie

Bronisław Grosser (ur. 1883 w Miechowie, zm. 19 grudnia 1912 w Petersburgu) – polski prawnik, adwokat, działacz Bundu, publicysta i uczestnik polskiego ruchu niepodległościowego żydowskiego pochodzenia.

## Życiorys
Urodził się w zasymilowanej rodzinie żydowskiej, która nie podtrzymywała żadnych związków z kulturą żydowską. W 1888 wraz z rodziną przeprowadził się do Warszawy. W 1896 zainteresował się spuścizną przodków oraz zaczął się uczyć języka hebrajskiego. Podczas nauki w III Gimnazjum w Warszawie związał się z ruchem socjalistycznym. W 1903 wstąpił do Bundu. Wkrótce, zagrożony aresztowaniem wyemigrował do Szwajcarii, gdzie w latach 1904–1905 w Genewie wydawał partyjne pismo w języku polskim „Głos Bundu”. W Zurychu w latach 1904–1908 odbył studia prawnicze. Współpracował z przebywającymi na emigracji działaczami Socjaldemokracji Królestwa Polskiego i Litwy oraz Polskiej Partii Socjalistycznej.
Po powrocie do kraju rozpoczął aktywną działalność polityczną. Opowiadał się za istnieniem odrębnego ruchu socjalistycznego wśród Żydów oraz współpracą Polaków i Żydów, ostro potępiał nacjonalizm wśród tych dwóch narodów. Swoje poglądy opublikował m.in. w artykule Pro domo sua w wileńskim piśmie „Wiedza” (1910). W 1912 ukończył studia prawnicze na uniwersytecie w Sankt Petersburgu i został wpisany na listę adwokatów przysięgłych. Na IX konferencji Bundu w Wiedniu wybrany do Komitetu Centralnego Bundu. W tym samym roku zachorował na tyfus i zmarł.
Jest pochowany na cmentarzu żydowskim przy ulicy Okopowej w Warszawie (kwatera 33, uliczka 7). Pogrzeb był wielką demonstracją polityczną żydowskich robotników. W okresie międzywojennym jego imieniem nazywano wiele instytucji kulturalnych tworzonych przez Bund.
Jego żoną była Czesława Grosserowa (1883-1937) – działaczka socjalistyczna i komunistyczna.